# João de Citópolis
João de Citópolis, também conhecido como João Escolástico, foi um clérigo bizantino do século VI que serviu como bispo de Citópolis (atual Bete-Seã), na Palestina, entre cerca de 536 e 550. Aderente do neocalcedonianismo, tentou reconciliar as afirmações do Concílio da Calcedônia com os ensinamentos de Cirilo de Alexandria, mas foi atacado por um escritor diofisista anônimo, cujo real objetivo não foi revelado. Fócio argumentou que possivelmente o autor foi Basílio da Cilícia, a quem o autor declarou ser um nestorianismo que usou Diodoro de Tarso e Teodoro de Mopsuéstia como sua base para criticar Cirilo. Em resposta, João escreveu um tratado intitulado Contra Aqueles Que Retiraram-se da Igreja, no qual criticou Eutiques, Dióscoro e outros monofisistas. Sua obra, contudo, foi preservada em fragmentos, o que dificulta o entendimento completo da polêmica. João também se envolveria em polêmicas contra Severo de Antioquia e seus seguidores e foi o primeiro escoliasta dos escritos de pseudo-Dionísio, o Areopagita. Seus comentários, traduzidos em siríaco ca. 800, foram preservados junto daqueles de Máximo, o Confessor.